# (6609) 1992 BN
A (6609) 1992 BN a Naprendszer kisbolygóövében található aszteroida. Ueda Szeidzsi és Kaneda Hirosi fedezte fel 1992. január 28-án.